# Figueiredo de Alva
Figueiredo de Alva es una freguesia portuguesa del concelho de São Pedro do Sul, con 15,56 km² de superficie y 1.026 habitantes (2001). Su densidad de población es de 65,9 hab/km².